# Osłonino
Osłonino (kaschubisch Òslónino; deutsch Oslanin, früher Oslonino) ist ein Dorf in der Landgemeinde Puck im Powiat Pucki der Woiwodschaft Pommern in Polen.

## Geographie

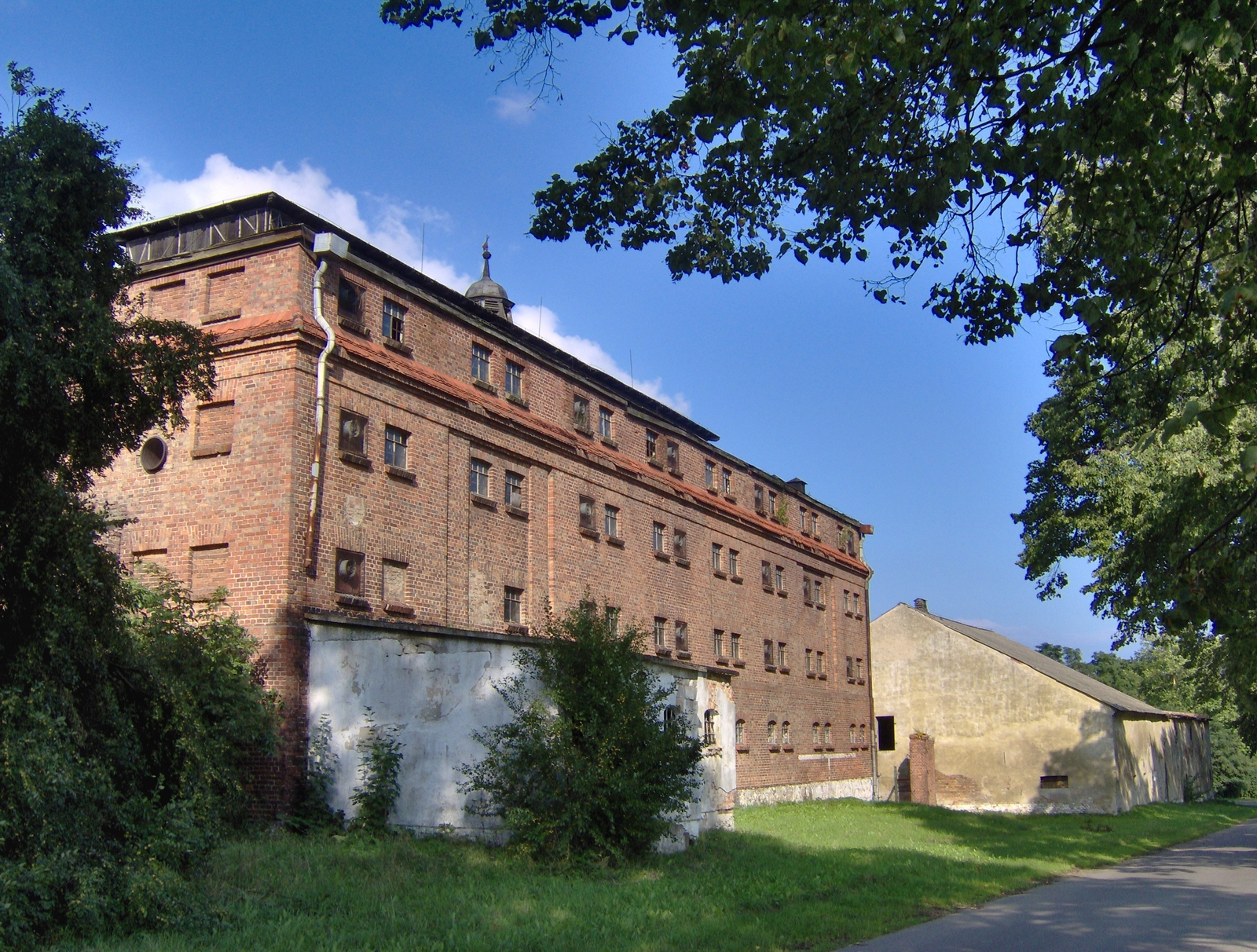
Nebengebäude des Guts

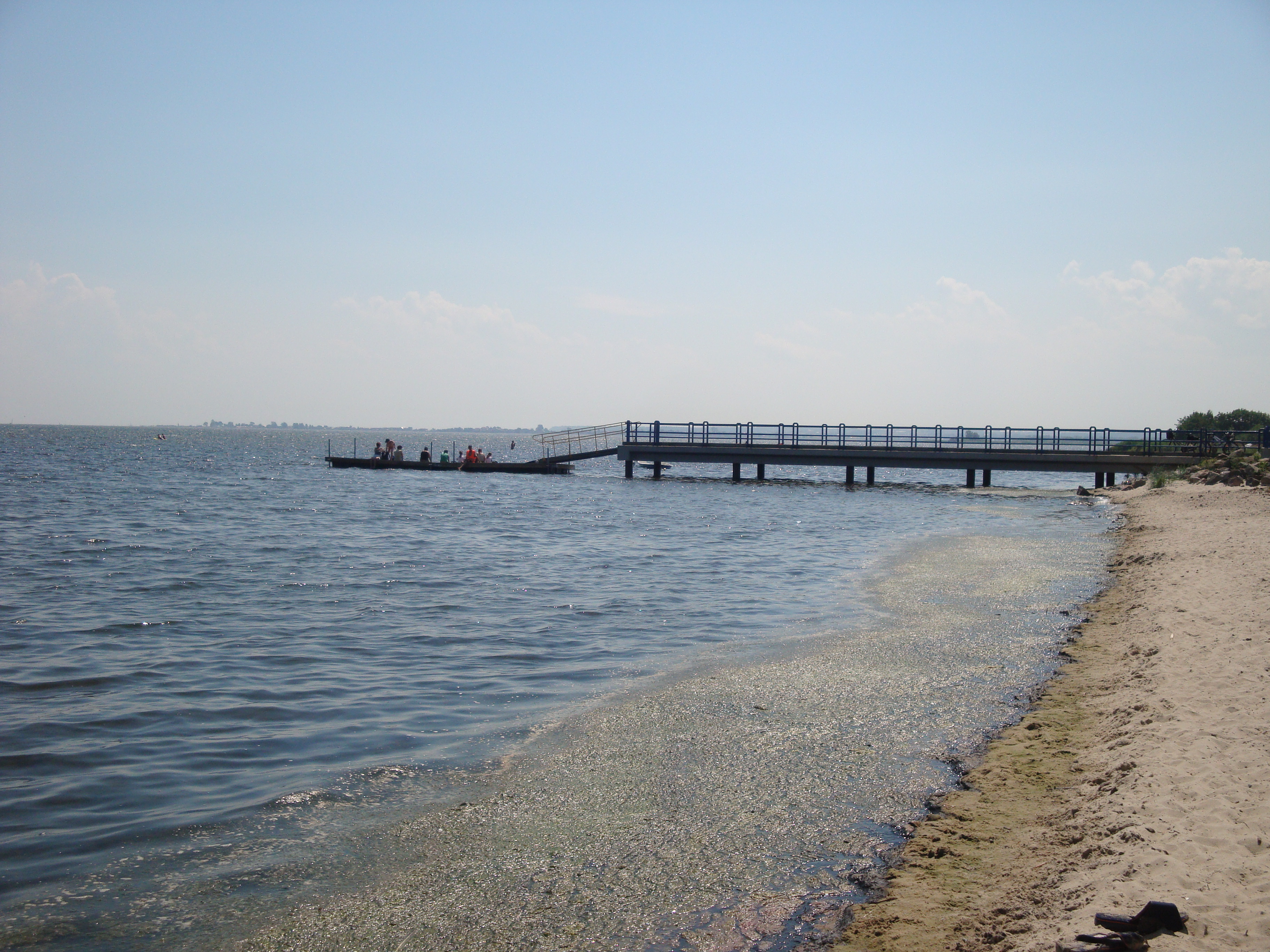
Strand und Bootsanleger

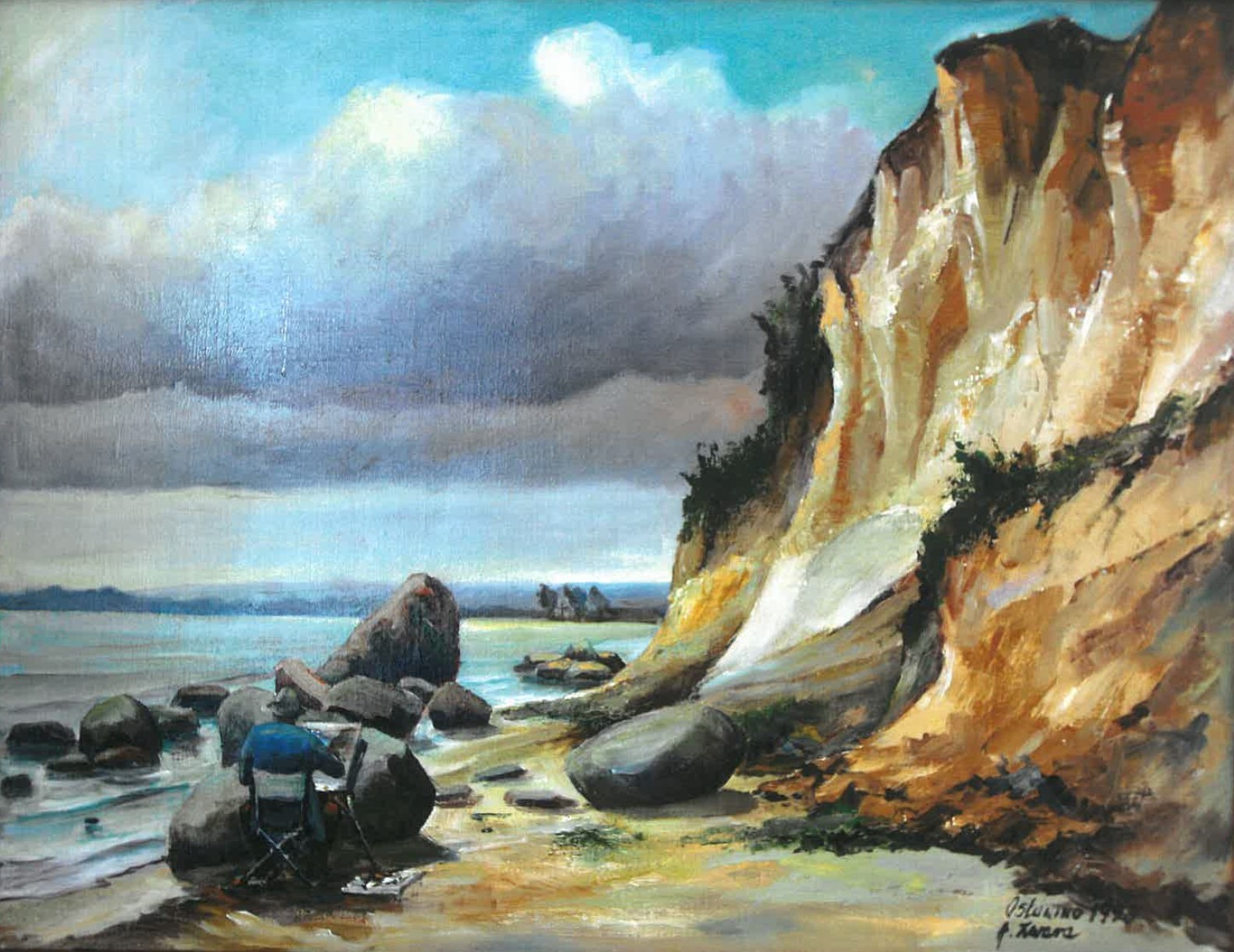
Steilküste, gemalt von Alfons Zwara

Der Ort liegt in Pommerellen und Kaschubien, sechs Kilometer südsüdöstlich der Stadt Puck (Putzig) und etwa 17 Kilometer nördlich von Gdynia (Gdingen). Nachbarorte sind Rzucewo (Rutzau) im Norden, Żelistrzewo (Sellistrau) sowie Smolno (Schmolln) im Westen und Mrzezino (Bresin) im Südwesten.
Osłonino liegt im Südwesten der Landgemeinde an der Zatoka Pucka (Putziger Wiek), einem seichten Teil der Danziger Bucht. Die Steilküste ist bis zu 18 Meter hoch. Der Ort grenzt an das Naturschutzgebiet Beka mit der Mündung des Flusses Reda (Rheda). Das Gebiet ist Teil des Nadmorski Park Krajobrazowy (Landschaftspark Küste).

## Geschichte
Die Region kam mit der Ersten Teilung Polens an das Königreich Preußen. Von 1887 bis 1919 gehörte der Ort zum Kreis Putzig in der Provinz Westpreußen des Deutschen Reichs. Er hatte den Status einer Landgemeinde im Amtsbezirk Rutzau. Nach Ende des Ersten Weltkriegs wurde das Kreisgebiet mit Oslanin aufgrund der Bestimmungen des Versailler Vertrags, mit Wirkung vom 20. Januar 1920, an Polen abgetreten.
Als Teil des Polnischen Korridors gehörte das Gebiet zum Powiat Pucki und wurde am 1. Januar 1927 in den Powiat morski eingegliedert. Durch den Überfall auf Polen 1939 kam das Gebiet des Korridors völkerrechtswidrig an das Reichsgebiet und wurde dem Reichsgau Danzig-Westpreußen zugeordnet. Oslanin wurde im Juni 1942 in Truchsassen umbenannt.
Gegen Ende des Zweiten Weltkriegs besetzte im Frühjahr 1945 die Rote Armee das Kreisgebiet und übergab es an die Volksrepublik Polen. Die deutsche Minderheit wurde ausgewiesen. In den Jahren 1975–1998 gehörte das Dorf administrativ zur Woiwodschaft Danzig, der Powiat Pucki war in diesem Zeitraum aufgelöst.
Die Gemeinde gehört zu den zweisprachigen Gemeinden in Polen.

## Bevölkerungsentwicklung
- 1871: 436 Einwohner
- 1900: 144 Einwohner – das Gut Oslanin im Gutsbezirk Rutzau hatte 1905 weitere 206 Einwohner[1]
- 1910: 154 Einwohner
- 2011: 686 Einwohner – in den Jahren 1998–2011 wuchs die Bevölkerung um 20,4 Prozent.[2]

## Verkehr
Die Woiwodschaftsstraße DW216 wird über Żelistrzewo erreicht. Der nächste Bahnhof Mrzezino (Bresin) liegt an der Bahnstrecke Reda–Hel. Der nächste Flughafen ist Danzig.

## Persönlichkeiten
- Hilmar Kopper (1935–2021), deutscher Bankmanager.